# Mein Leben hängt an einem Dollar
Mein Leben hängt an einem Dollar (Originaltitel: Dai nemici mi guardo io!) ist ein Italowestern von Mario Amendola aus dem Jahr 1968. Die deutschsprachige Erstaufführung erfolgte am 30. Mai 1969.

## Handlung
Nach dem amerikanischen Bürgerkrieg zieht Alan Burton (Southwood) ziellos umher. In der texanischen Wüste gelingt es ihm, eine Postkutsche anzuhalten, die ihn nach San Antonio mitnimmt. Doch wird das Gefährt wenig später überfallen, wobei es die Banditen auf einen mitreisenden Ex-Major der Konföderierten (Mendez) abgesehen haben. Dem sich geschickt versteckenden Burton gelingt es, sämtliche Angreifer zu eliminieren; als er mit dem ebenfalls tödlich getroffenen Major spricht, verrät dieser ihm den Grund der Attacke: Die Südstaatler hatten kurz vor Ende des bewaffneten Konflikts mit dem Norden ihre noch sehr reichlich gefüllte Kriegskasse versteckt, damit sie den Unions-Truppen nicht in die Hände fällt; das Versteck kann allerdings nur finden, wer drei spezielle Dollars ausfindig macht, welche vorne und hinten die gleiche Prägung haben und deren aufgedruckte Zahlen verschlüsselt die genaue Fundstelle markieren. Der Major war im Besitz einer der wertvollen Münzen, weshalb er zum Ziel der Horde des Halunken "El Condor" (Ellis) wurde. Burton findet das Geldstück in der verkrampften Hand eines der von ihm erschossenen Schurken.
In San Antonio nähert sich ihm zunächst eine Wahrsagerin (Mizar), die jedoch in der darauffolgenden Nacht versucht, Burton in dessen Hotelzimmer zu erdolchen, was freilich misslingt. Weil Burton, der dem Sheriff schon die Leichen des Überfalls in der Wüste präsentiert hatte, in Notwehr wieder töten musste, wird er bis zu einer Verhandlung mit Richterspruch in Gewahrsam genommen; dort sitzt auch der mexikanische Ganove "Hondo" (Mateos) ein. Beiden gelingt dank der Übertölpelung eines Deputys (Scratuglia) die Flucht, doch dann will Burton allein weiterziehen, nicht ahnend, dass der ziemlich nervige Kumpan ebenfalls in die Suche nach den Dollars involviert ist. Derweil lässt "El Condor" an der Station zum Pferdewechsel in Sonora den Konföderierten-Sergeant Garland (Robledo) foltern, bis seine verzweifelte Frau (Gallotti) das Versteck des zweiten Dollars preisgibt; beide werden dann trotzdem umgebracht. Das dritte Geldstück liegt derweil auf einer Bank; den Schlüssel zum Schließfach hatte "El Condor" dem ursprünglichen Besitzer – auch via Mord – abnehmen können.
Die Dinge laufen langsam aus dem Ruder. Burton, dem die hübsche Mexikanerin Juana (Chelli) schöne Augen macht, schleicht sich in die Bande des "El Condor" ein, wird aber enttarnt, als ein Unbekannter dem frömmelnden Bandenboss im Beichtstuhl einen Tipp gibt. So wird der Herumtreiber zum Opfer einer Folterung mit Wassertropfen, von der ihn aber "Hondo" erlöst. Beide entführen dann "El Condor", der zuvor bei einem Bankbesuch auch noch feststellen musste, dass der sicher verwahrte dritte Dollar nicht mehr im Safe ist. Die Bande in freier Natur ausschaltend und den zweiten Dollar aus dem Stiefelabsatz des kurz darauf mit Blei vollgepumpten Oberschurken (der jenes Versteck indirekt verraten hatte, weil er bei einem Stadtaufenthalt einen harmlosen Schuster umgebracht hatte) ans Tageslicht befördernd, bleibt nur noch das Problem der dritten Münze. Die zaubert zur völligen Verblüffung Burtons der ebenfalls seine große Chance gewittert habende "Hondo" hervor, der sich nun unbeirrt aufmacht, den ungeliebten "Gringo" – dem er nur aus taktischen Gründen zweimal das Leben rettete, einmal aber auch (im Beichtstuhl) verriet – zu töten. Seine Kugel bleibt aber auf dem Weg ins Herz des Anvisierten in der Brusttasche stecken, wo die zwei anderen Geldstücke lagern. Weil jedoch die Einschussverhinderung zugleich eine der Zahlenmarkierungen auslöschte, waren alle lebensgefährlichen Anstrengungen umsonst. Während "Hondo" mit dem Mächten des Schicksals hadert, reitet Burton davon, schnappt sich später Juana und will mit ihr ein Rancherleben beginnen ...

## Kritiken
Das Lexikon des internationalen Films sah einen „harte(n) Italowestern, der eine durchdachte Story um einen letztlich nicht erreichbaren Schatz mit religiösen und psychologischen Elementen anreichert und dabei die menschliche Gier anprangert.“. Keine so gute Meinung von dem Streifen hat der Evangelische Film-Beobachter: „Harter italienischer Western [...]. Da dem Streifen Atmosphäre und innere Spannung fehlen, vermag er trotz vieler abenteuerlicher Situationen nicht zu befriedigen.“